# Serbische Volleyballnationalmannschaft der Frauen
Die serbische Volleyballnationalmannschaft der Frauen ist eine Auswahl der besten serbischen Spielerinnen, die den serbischen Volleyballverband (Odbojkaški Savez Srbije) bei internationalen Turnieren und Länderspielen vertritt. Sie ist der Nachfolger der jugoslawischen Nationalmannschaft, die bis 1993 spielte, und der serbisch-montenegrinischen Nationalmannschaft, die von 1993 bis 2003 die Bundesrepublik Jugoslawien und anschließend von 2003 bis 2006 Serbien und Montenegro vertrat. Seit 2016 hat Kosovo eine eigenständige Nationalmannschaft.

## Geschichte

### Weltmeisterschaften
Bei ihrer ersten Teilnahme an einer Weltmeisterschaft nach der Selbstständigkeit erreichten die Serbinnen 2010 die zweite Gruppenphase und den achten Platz. Bei der WM 2014 kamen sie ebenfalls in die zweite Runde und belegten den siebten Rang. 2018 erreichten sie das Endspiel und wurden mit einem Sieg gegen Italien erstmals Weltmeister. Beim Turnier 2022 konnten sie den Titel durch einen Finalsieg gegen Brasilien verteidigen.

### Olympische Spiele

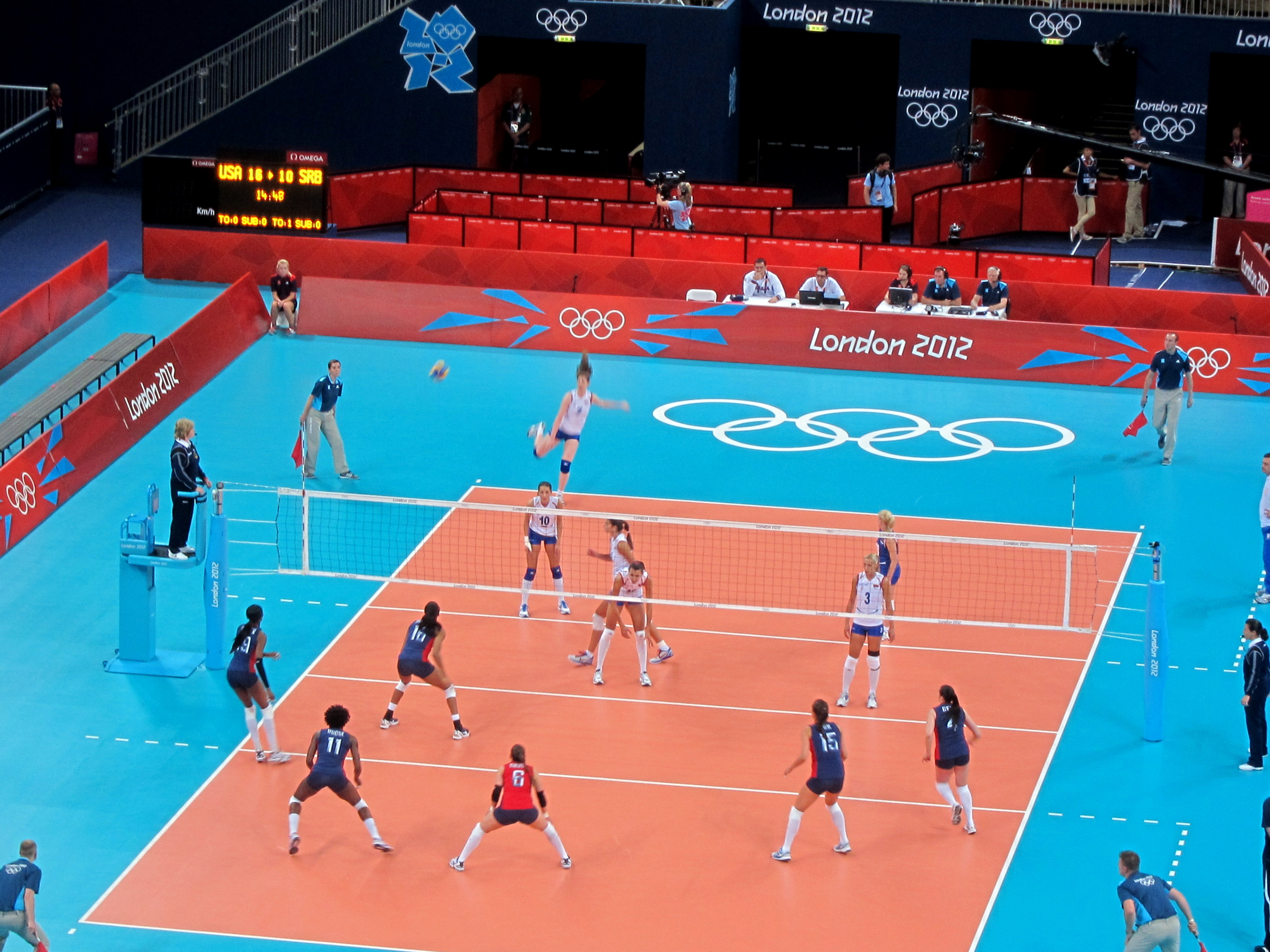
Serbien gegen USA bei den Olympischen Spielen 2012

2008 in Peking nahm Serbien erstmals am olympischen Turnier teil und wurde nach einer Niederlage im Viertelfinale gegen Kuba Fünfter. 2012 in London schieden sie sieglos in der Vorrunde aus. Beim Turnier 2016 in Rio de Janeiro unterlagen sie hingegen erst im Finale gegen China und gewannen somit die Silbermedaille. Bei einem internationalen Qualifikationsturnier in Breslau sicherten sie sich ihren Startplatz für Tokio 2020. Dort scheiterten sie im Halbfinale am späteren Olympiasieger USA, sicherten sich jedoch anschließend durch einen 3:0-Sieg über Südkorea die Bronzemedaille. 2024 in Paris erreichten sie das Viertelfinale.

### Europameisterschaften

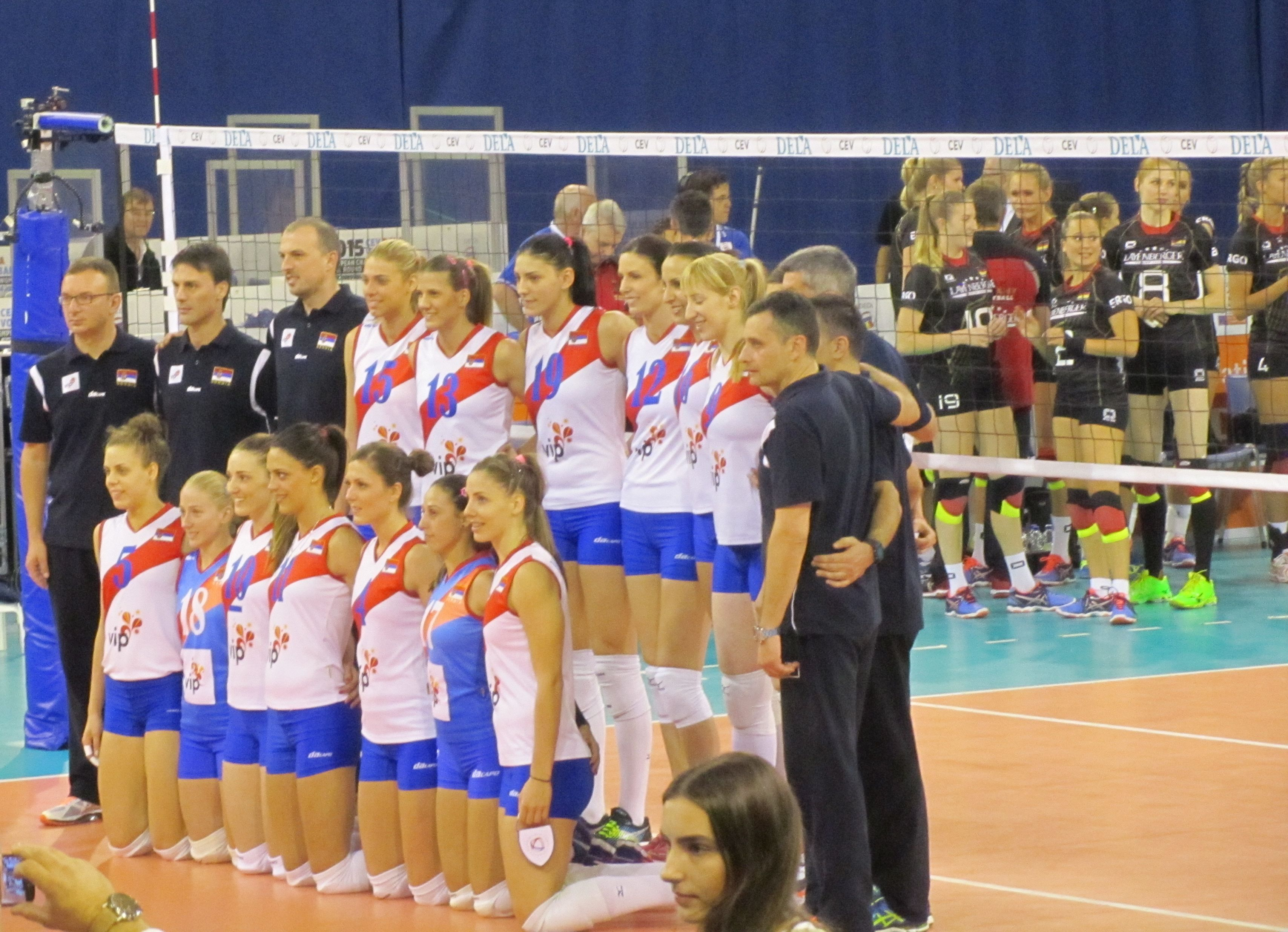
Serbien vor dem EM-Spiel 2015 gegen Deutschland

Bei der EM 2007 nahmen die Serbinnen erstmals nach der Selbstständigkeit teil und erreichte das Finale, das sie gegen Italien verloren. Zwei Jahre später kamen sie auf den siebten Platz. Bei der EM 2011 gewannen sie als Gastgeber das Endspiel gegen die deutsche Mannschaft und wurden Europameister. 2013 mussten sie sich im Spiel um den dritten Platz gegen Belgien geschlagen geben. 2015 wurden sie mit einem Sieg gegen die Türkei Dritter. Beim Turnier 2017 wurden die serbischen Frauen mit einem Finalsieg gegen die Niederlande zum zweiten Mal Europameister. 2019 gelang ihnen im Endspiel gegen die Türkei die Titelverteidigung. 2021 verloren sie im Finale gegen Italien. 2023 wurde Serbien Zweiter.

### World Cup
Die Serbinnen belegten beim World Cup 2007 den fünften Rang. 2011 wurden sie Siebter. Beim Turnier 2015 mussten sie sich erst im Endspiel gegen China geschlagen geben. 2019 kamen sie hingegen nicht über den neunten Platz hinaus.

### Nations League
In der Nations League 2018 erreichten die Serbinnen die Finalrunde, in der sie beide Spiele verloren. Bei den Turnieren 2019 und 2021 kamen sie nur auf den 13. Platz. 2022 qualifizierten sie sich wieder für die Finalrunde und wurden dort Dritte.

### World Grand Prix
Die Serbinnen nahmen 2011 erstmals am World Grand Prix teil und wurden Dritter. Im folgenden Jahr gab es einen elften Platz, bevor sie 2013 erneut auf den dritten Rang kamen. Darauf folgten zwei achte und ein siebter Platz. Bei der letzten Ausgabe 2017 wurde Serbien wieder Dritter.

### Europaliga
Serbien gewann die erste Ausgabe der Europaliga 2009 im Finale gegen die Türkei. 2010 gegen Bulgarien und ein Jahr später erneut gegen die Türkinnen folgten zwei weitere Titel. 2012 wurden die Serbinnen Dritter. Bei ihrer letzten Teilnahme kamen sie 2013 auf den fünften Platz.